# Ена, Андрей Васильевич
Андрей Васильевич Ена (род. 10 декабря 1958, Симферополь) — советский, украинский и российский ученый-ботаник. Доктор биологических наук, профессор кафедры лесного дела и садово-паркового строительства Института «Агротехнологическая академия» Крымского федерального
университета имени В. И. Вернадского. Член Научного Совета по проблемам ботаники и микологии НАН Украины, член-корреспондент Крымской Академии наук.

## Биография
Родился 10 декабря 1958 года в городе Симферополь. Отец — профессор Василий Георгиевич Ена, ученый-географ, старший брат — Александр Васильевич Ена, также ученый в области географии и геологии. В 1975 году окончил среднюю школу с золотой медалью. В 1980 году окончил с отличием Симферопольский государственный университет в 1986 году — аспирантуру в Никитском ботаническом саду.
С 1986 года работает в Крымском агротехнологическом университете, сначала — ассистентом, с 1989 года — доцентом кафедры ботаники, физиологии растений и генетики. С 2009 года заведует кафедрой фитодизайна и ботаники. С 1988 года руководит вузовской секцией Симферопольского отделения Украинского ботанического общества, является членом Ассоциации поддержки биологического и ландшафтного разнообразия Крыма, член международного Комитета по картированию флоры Европы. Член редколлегии ряда выпусков издания «Вопросы развития Крыма» (с 1999 года).

## Научные интересы
Специалист в области систематики, флористики, географии и охраны растений, автор более 500 научных трудов, является соавтором 11 книг. Имеет авторское свидетельство за разработку концепции создания национального природного парка «Таврида».

## Научные труды
- Ена А. В. Природная флора Крымского полуострова. — Симферополь, 2012. — 232 с.
- Материалы к Красной книге Крыма
- Состояние сохранения биоразнообразия в Крыму
- Е. Вульф — крупнейший крымский флорист XX века
- Atlas Florae Europaeae и др.
- Перевалами Горного Крыма. Научно-популярный очерк-путеводитель.
- Феномен флористического эндемизма и его проявления в Крыму[2] (см. Список эндемичных растений Крыма).
- Ена В. Г., Ена Ал. В., Ена Ан. В. Краткий географический словарь Крыма. — Симферополь: Бизнес-Информ, 2009. — С. 93. — 264, [16] с. — 1000 экз. — ISBN 978-966-648-222-1.

## Награды и почетные звания
- медаль «За отличие в охране государственной границы СССР» (1982)
- медаль «70 лет Вооруженных Сил СССР» (1988)
- Соросовский доцент (1995, 1997)
- Медаль «За доблестный труд» (Республика Крым, 2023)[3]